# شون ستيل
شون ستيل (بالإنجليزية: Shawn Steel)‏ هو سياسي أمريكي، ولد في 1946 في كاليفورنيا في الولايات المتحدة. حزبياً، نشط في الحزب الجمهوري.